# Chery eQ1
Chery eQ1 – elektryczny samochód osobowy klasy miejskiej produkowany pod chińską marką Chery od 2017 roku.

## Historia i opis modelu

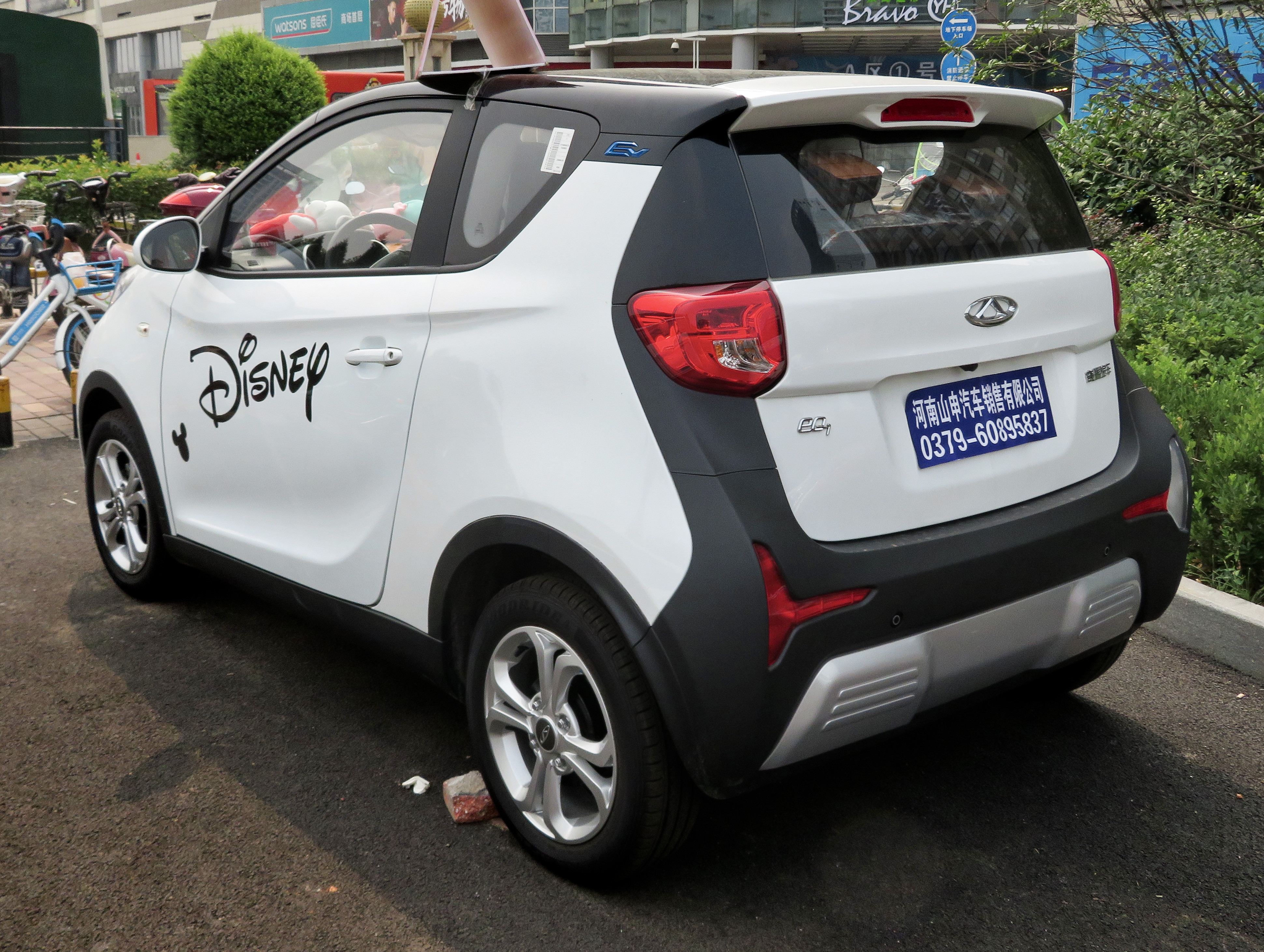
Chery eQ1 - tył

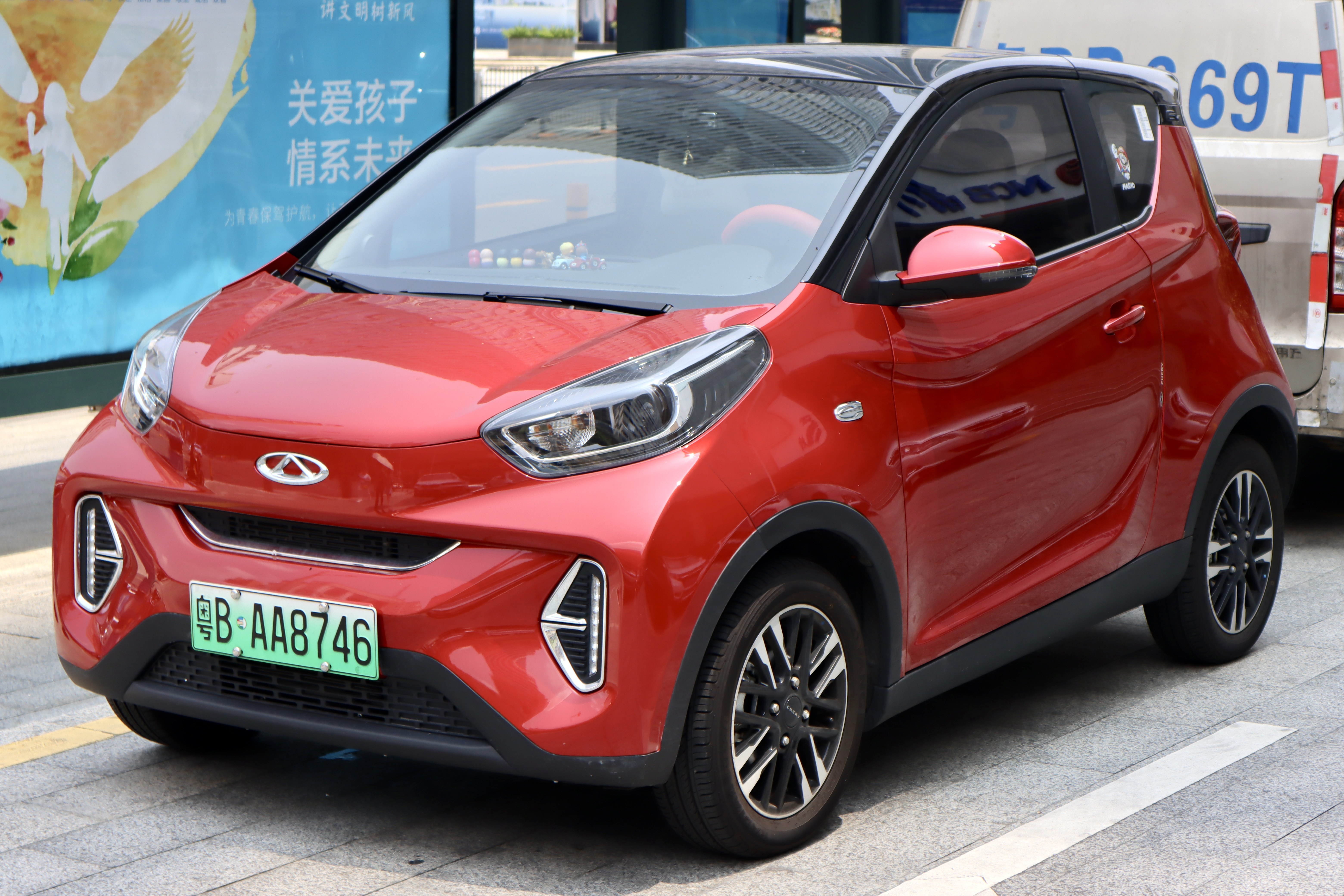
Chery eQ1 po liftingu

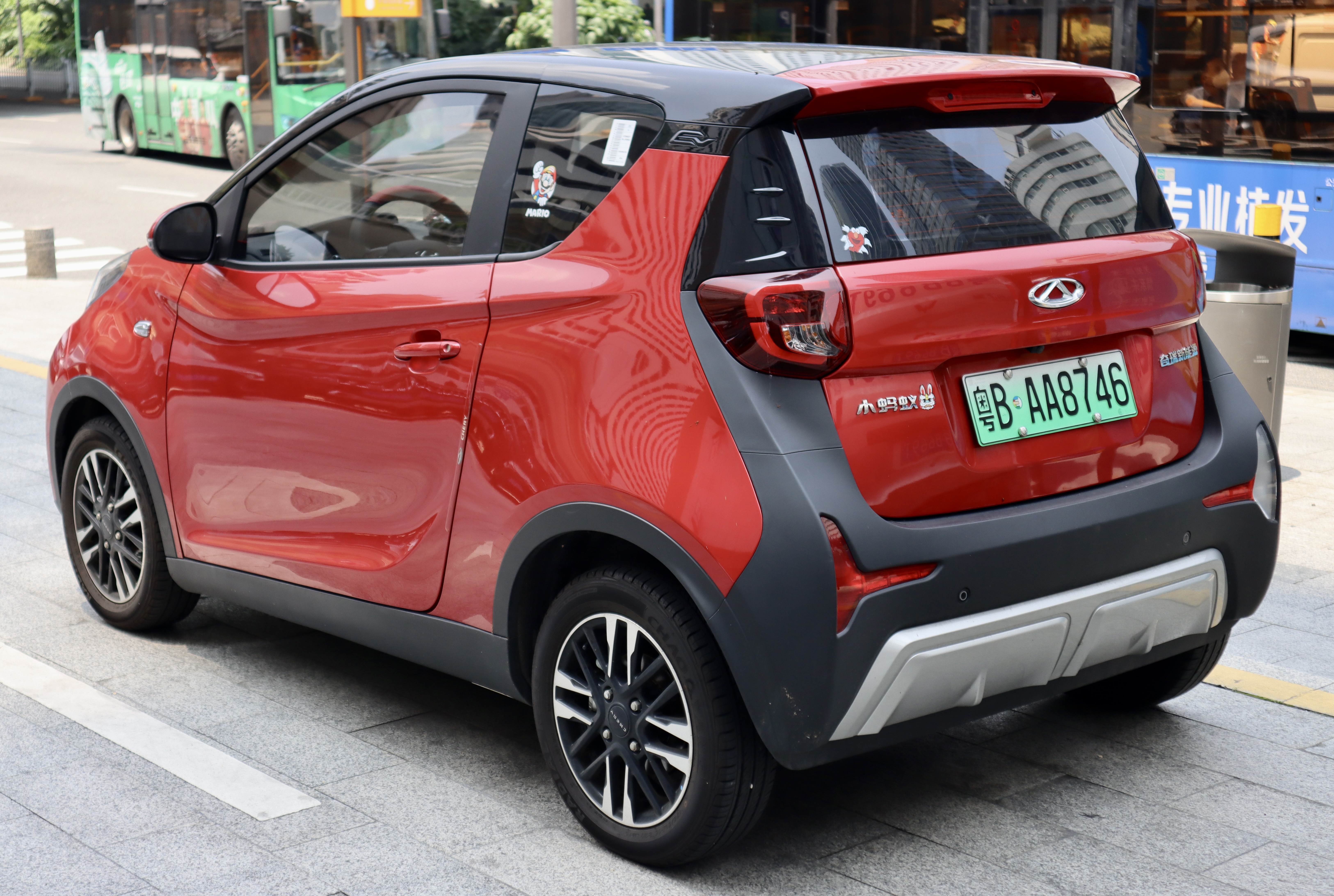
Chery eQ1 - tył po liftingu

Niewielki, trzydrzwiowy hatchback o pierwotnej nazwie Chery @Ant powstał jako koncepcja niewielkiego, miejskiego samochodu elektrycznego o przystępnej cenie. Ostatecznie, producent zdecydował się przy premierze nadać inną nazwę Chery eQ1, poszerzając wiosną 2017 roku portfolio filii Chery New Energy jako najmniejszy i najtańszy pojazd elektryczny w gamie.
Charakterystycznymi cechami wizualnymi eQ1 stała się krągła, dwubryłowa sylwetka z wysoko osadzonymi obłymi reflektorami i dwubarwnym malowaniem nadwozia. Rozwiązanie to zastosowano także w tonacji kabiny pasażerskiej, gdzie deskę rozdzielczą zdominował pionowy, wyświetlacz dotykowy pozwalający na sterowanie m.in. systemem multimedialnym. Za projekt stylistyczny elektrycznego pojazdu odpowiadał amerykański projektant i szef działu projektowego Chery Automobile, James Hope.

### Lifting
W czerwcu 2019 roku Chery eQ2 przeszedł drobną restylizację, w ramach której reflektory zyskały ciemne wkłady i nowy układ soczewek. W przednim zderzaku pojawiły się ponadto diody LED do jazdy dziennej, a praca układu napędowego została zoptymalizowana pod kątem m.in. czasu ładowania.

### Sprzedaż
Przez pierwsze 6 lat rynkowej obecności, Chery eQ1 był samochodem produkowanym i sprzedawanym wyłącznie na wewnętrznym rynku chińskim, gdzie jego popularność zaczęła dynamicznie rosnąć na przełomie drugiej i trzeciej dekady XXI wieku. W czerwcu 2022 zasięg rynkowy samochodu został poszerzony o Brazylię, gdzie pod nazwą Chery iCar poszerzył on lokalną ofertę. W tym samym miesiącu włoskie przedsiębiorstwo DR Automobiles przedstawiło włoski wariant mający trafić do lokalnej sprzedaży pod nazwą Sportequipe S1, jednak ostatecznie zarzucono ten pomysł i nadano nazwę tożsamą macierzystej firmie - DR 1.0.

### Dane techniczne
Układ napędowy Chery eQ1 utworzył silnik elektryczny o mocy 41 KM ze 120 Nm maksymalnego momentu obrotowego, pozwalając na rozpędzenie się maksymalnie do 100 km/h. Bateria o pojemności 35 kWh pozoliła rozwinąć na jednym ładowaniu zasięg do 180 kilometrów według chińskiej procedury pomiarowej NEDC. Z wykorzystaniem szybkiej ładowarki samochód umożliwił uzupełnienie stanu akumulatora do 80% w 1,5 godziny.